# 性博物館 (紐約)
性博物館（Museum of Sex，MoSex）是位於紐約市第五大道233號的一座性博物館。

## 历史
開幕於2002年10月5日。博物館展示人類性行為的歷史、演變和文化。只有18歲及以上人士才可以參觀該博物館。2009年，博物館擴張了展示面積和商店。

## 外部連結
- Museum of Sex （页面存档备份，存于）